# Metschnikowiidae
Los metschnikówidos (Metschnikowiidae) son una familia de esponjas de agua dulce del orden Haplosclerida, constituida por un único género.

## Géneros
- Metschnikowia Grimm, 1876.